# 6e brigade d'infanterie canadienne
Pour les articles homonymes, voir 6e brigade.
La 6e Brigade d'infanterie canadienne faisait partie de la 2e Division d'infanterie canadienne dans l'Armée de terre canadienne lors de la Seconde Guerre mondiale.